# 諏訪神社 (練馬区西大泉)
諏訪神社（すわじんじゃ）は東京都練馬区の神社。

## 概要
創建年代は不明である。かつては三十番神社という名称であり、小榑村（後の榑橋村）の鎮守であった。明治時代の神仏分離政策により、諏訪神社に改称した。
かつては「お諏訪さまのおびしゃ」と称する神事があったが、現在は途絶えている。

## 交通アクセス
- 大泉学園駅より徒歩15分。